# Urotropis trachyura
Urotropis trachyura är en mångfotingart som först beskrevs av Carl Oscar von Porat 1894.  Urotropis trachyura ingår i släktet Urotropis och familjen Spirostreptidae. Inga underarter finns listade i Catalogue of Life.